# 小花猪笼草
小花猪笼草（学名：Nepenthes graciliflora）是菲律宾特有的热带食虫植物。其种加词“graciliflora”来源于拉丁文“gracilis”和“flos”，意为“小花”。存在于保和島、莱特岛、呂宋島、棉兰老岛、民都洛、班乃岛、薩馬島及锡布延岛。其多分布于云雾森林、亚山地森林海拔800至1280米处。模式标本采集于锡布延岛海拔300米处。长期以来，小花猪笼草被视为翼状猪笼草（N. alata）的同物异名，直至2013年马丁·奇克和马修·杰布将其从翼状猪笼草中分离出来，而当前的“翼状猪笼草”只包括原先的“翼状猪笼草”中来自吕宋岛北部和中部的种群，这些种群的捕虫笼具有发达的毛被，笼翼也更加发达；而之前置于翼状猪笼草名下的小花猪笼草在园艺上被称为“试管瓶翼状猪笼草”或“翼状猪笼草（园艺典型性状）”。鉴于这些特点，并结合翼状猪笼草的园艺栽培历史，当前园艺界已经普遍认为曾经被栽培得最广泛的翼状猪笼草实则是被已经从该物种当中分离的小花猪笼草。

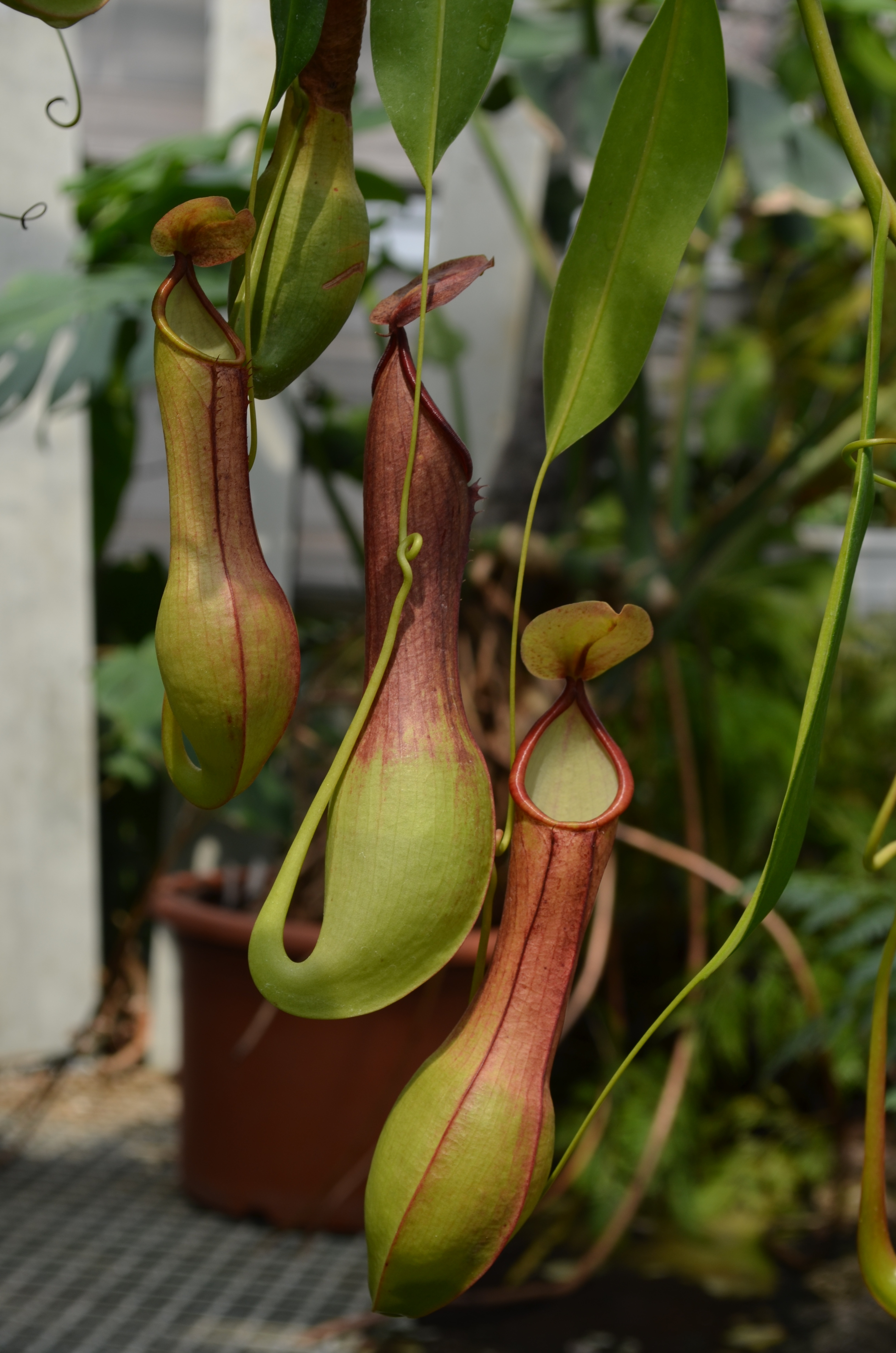
园艺栽培中常见的“翼状猪笼草”，目前有许多观点指出它极有可能是小花猪笼草。它曾是栽培得广泛的猪笼草之一。但因其与葫芦猪笼草（N. ventricosa）的杂交种——红瓶猪笼草（N. × ventrata）更易种植。园艺上，它已经被红瓶猪笼草代替，少有人栽培。

小花猪笼草属于非正式的“翼状猪笼草组”分类群下，其中还包括翼状猪笼草、塞西尔猪笼草（N. ceciliae）、绝灭猪笼草（N. extincta）、科普兰猪笼草（N. copelandii）、汉密吉伊坦山猪笼草（N. hamiguitanensi）、奇坦兰山猪笼草（N. kitanglad）、仓田猪笼草（N. kurata）、莱特岛猪笼草（N. leyte）、棉兰老岛猪笼草（N. mindanaoensis）、内格罗斯岛猪笼草（N. negros）、拉莫斯猪笼草（N. ramos）、萨兰加尼猪笼草（N. saranganiensis）及超基猪笼草（N. ultra）。这些物种之间存在着许多共同特征，比如叶柄具翼、捕虫笼笼盖下表面基部存在附属物，及上位笼基部通常较宽。

## 扩展阅读
维基共享资源上的相關多媒體資源：小花猪笼草
 維基物種上的相關：小花猪笼草